# Коршаков, Дмитрий Александрович
Дмитрий Александрович Коршаков (род. 11 марта 1991, Москва, Россия) — российский профессиональный баскетболист, играющий на позиции тяжёлого форварда.

## Карьера
Коршаков начал заниматься баскетболом в СДЮШОР № 71 «Тимирязевская», первый тренер — Александр Александрович Миронов.
Начиная с 2007 года Коршаков был в системе ЦСКА. За это время, Дмитрий дважды выигрывал ДЮБЛ (2007/2008, 2008/2009), становился чемпионом Высшей лиги А в составе «ЦСКА-Тринта» (2007/2008), завоевывал серебро Суперлиги А (2009/2010), дважды побеждал в чемпионате России среди молодежных команд ПБЛ (2011/2012, 2012/2013).
В 2012 году подписал контракт с основной командой ЦСКА, продолжив выступать за молодёжную команду. В сезоне 2012/2013, в составе ЦСКА-2, в среднем набирал 10,8 очка, 6,5 подбора, 1,7 передачи и 0,9 перехвата.
За получением игровой практики, Коршаков отправился в «Красный Октябрь», где провёл в аренде сезон 2013/2014. В составе волгоградской команды принял участие в 11 играх Единой лиги ВТБ, набирая в среднем 2,8 очка, 1,9 подбора и 0,6 передачи.
В июле 2014 года ЦСКА освободил Коршакова от контрактных обязательств, что позволило Дмитрию подписать полноценный контракт с «Красным Октябрём».
В сезоне 2014/2015 Коршаков провёл 17 матчей в Единой лиге ВТБ со средними показателями 0,9 очка и 1,1 подбора.
Сезон 2016/2017 Коршаков начал в «Рязани». В составе команды Дмитрий в среднем за матч набирал 15,6 очка, 7,6 подбора и 2,9 передачи.
В ноябре 2016 года Коршаков покинул рязанский клуб и перешёл в «Новосибирск». В составе команды стал победителем Кубка России.
В июле 2017 года стал игроком МБА. Коршаков выходил на площадку во всех 46 играх сезона и в 29 из них начинал в стартовой пятёрке. Дмитрий внес существенный вклад в выход команды в плей-офф Суперлиги-1, набирая в среднем за игру 12 очков, 7 подборов и 2,5 передачи.
В июле 2018 года продлил контракт с МБА ещё на 1 сезон.
Летом 2022 года Коршаков перешёл в «Химки». В составе команды Дмитрий стал бронзовым призером Суперлиги.
В июле 2023 года Коршаков продлил контракт с «Химками».

## Баскетбол 3×3
В августе 2020 года Коршаков принял участие в чемпионат России по баскетболу 3×3 в составе МБА. По итогам турнира московская команда вошла в четвёрку лучших команд, уступив матче за 3 место петербургскому ЦОП-Нева (9:21).

## Сборная России
В 2011 году Коршаков выступал в составе молодёжной сборной России на чемпионате Европы (до 20 лет), где команда заняла 4 место.
В июне 2018 года Коршаков был включён в состав сборной России по баскетболу 3х3 для участия в Кубке мира. Заняв в своей группе 4 место сборная России не попала в плей-офф, а в итоговой классификации турнира финишировала на 12 месте.
После неудачи на Кубке мира состав сборной России по баскетболу 3×3 обновился, но Коршаков остался в команды и принял участие в квалификации Кубка Европы. Одержав победы во всех 3 матчах, сборная России завоевала себе место в финальном турнире.
12 сентября 2018 года, в составе сборной России по баскетболу 3×3, Коршаков отправился в Бухарест, где с 14 по 16 сентября принял участие в Кубке Европы. По итогам турнира команда заняла 4 место, уступив в матче за 3 место сборной Словении (15:21).
В июне 2020 года Коршаков получил приглашение в просмотровый лагерь сборной России по баскетболу 3×3.
В январе 2021 года Коршаков принял участие в просмотровом лагере олимпийской и молодёжной сборных России 3×3.

## Достижения
- Серебряный призёр Суперлиги: 2023/2024
- Бронзовый призёр Суперлиги (2): 2022/2023, 2024/2025
- Обладатель Кубка России: 2016/2017